# ناحیه ۷، شهرستان بنتون، آرکانزاس
ناحیه ۷، شهرستان بنتون، آرکانزاس (به انگلیسی: Township 7) یک منطقهٔ مسکونی در ایالات متحده آمریکا است که در شهرستان بنتون، آرکانزاس واقع شده‌است. ناحیه ۷ ۲۰٬۳۱۷ نفر جمعیت دارد.